# Osman Ragheb
Ossman Ragheb, detto Ossie (Nablus, 11 maggio 1926 – Monaco di Baviera, 21 settembre 2024), è stato un attore, doppiatore e direttore del doppiaggio egiziano con cittadinanza francese risiedente in Germania.

## Biografia
Osman Ragheb è nato a Nablus durante il mandato della Lega delle Nazioni per la Palestina. Suo padre era egiziano e sua madre austriaca di nascita.
Ha trascorso gli anni della sua formazione come artista ad Alessandria d'Egitto.
Ragheb è stato direttore generale della società di doppiaggio Soundfilm GmbH di Monaco. 
Ha ottenuto la cittadinanza francese nel 2002.

### Vita privata
Era sposato con Marie-Paule Ragheb, nata a Nizza, con la quale ha avuto due figli:  Ziad Ragheb, artista di effetti speciali e Mona Ragheb, illustratrice. 

## Filmografia

### Cinema
- Der Satan lockt mit Liebe - regia di Rudolf Jugert (1960)
- Schneewittchen und die sieben Gaukler - regia di Kurt Hoffmann (1962)
- La belva di Saigon (Der schwarze Panther von Ratana) - regia di Jürgen Roland (1963)
- Fuga nella notte (Night Crossing) - regia di Delbert Mann (1982)
- Fuoco, neve e dinamite (Feuer, Eis & Dynamit) - regia di  Willy Bogner (1990)
- Doctor M.  (Dr. M) - regia di Claude Chabrol (1990)

### Televisione
- Mit Karl May im Orient - serie TV (1963)
- Die fünfte Kolonne - serie TV (1964)
- Der Nachtkurier meldet … - serie TV (1964)
- Venti di guerra (The Winds of War) - serie TV (1983)
- Wagner - serie TV (1983)
- Ricordi di guerra (War and Remembrance) - serie TV (1988)
- La signora col taxi (Die schnelle Gerdi) - serie TV (1989)

## Doppiaggio

### Film
- Falkor in La storia infinita
- Micheal Schneider in Schindler's List - La lista di Schindler
- Tony Shalhoub in Attacco al potere
- Irshad Panjatan in Der Schuh des Manitu
- Kreacher in Harry Potter e l'Ordine della Fenice
- Tom Bosley in Piacere, sono un po' incinta

### Film d'animazione
- Gonzo in One Piece - I misteri dell'isola meccanica

### Serie televisive
- Ermes in Hercules
- Happosai in Ranma ½
- Nonno Lao Shi in American Dragon: Jake Long
- Philip Bosco in Damages
- Peter Vaughan in Il Trono di Spade